# Regionalwahlkreis Vorarlberg Süd
Der Regionalwahlkreis Vorarlberg Süd (Wahlkreis 8B) ist ein Regionalwahlkreis in Österreich, der bei Wahlen zum Nationalrat für die Vergabe der Mandate im ersten Ermittlungsverfahren gebildet wird. Der Wahlkreis umfasst die beiden politischen Bezirke Bludenz und Feldkirch.
Bei der Nationalratswahl 2019 waren im Regionalwahlkreis Vorarlberg Süd 121.470 Personen wahlberechtigt, wobei bei der Wahl die Österreichische Volkspartei (ÖVP) mit 35,4 % als stärkste Partei hervorging und eines der vier Grundmandate erreichen konnte.

## Geschichte
Nach dem Ende des Staates Österreich-Ungarn wurden für das Gebiet Vorarlbergs mit der Wahlordnung 1918 für die Wahl der konstituierenden Nationalversammlung ein Wahlkreis, der Wahlkreis Vorarlberg (Wahlkreis 27) geschaffen. Nachdem Gebiete wie Südtirol und Südböhmen endgültig von Österreich an die Nachfolgestaaten Österreich-Ungarns abgetreten worden waren, erfolgte eine Reduzierung der Gesamtzahl der Wahlkreise. Dadurch erhielt der Wahlkreis Vorarlberg die Wahlkreisnummer 19. Nachdem die Wahlordnung von 1923 von der austrofaschistischen Regierung 1934 außer Kraft gesetzt worden war, wurde die ursprüngliche Einteilung der Wahlkreise nach dem Zweiten Weltkrieg mit dem Verfassungsgesetz vom 19. Oktober 1945 weitgehend wieder eingeführt. 1971 wurde mit der Nationalrats-Wahlordnung 1971 schließlich eine tiefgreifende Wahlkreisreform durchgeführt, mit der die Anzahl der Wahlkreise in Österreich auf nur noch neun reduziert wurde. Für das Bundesland Vorarlberg änderte sich dadurch jedoch nur die Wahlkreisnummer (nun Wahlkreis 8). Mit Inkrafttreten der Nationalrats-Wahlordnung 1992 wurde das österreichische Bundesgebiet schließlich in 43 Regionalwahlkreise unterteilt und somit ein drittes Ermittlungsverfahren eingeführt, wobei die Bezirke Bludenz und Feldkirch zum Regionalwahlkreis Vorarlberg Süd (Wahlkreis 8B) zusammengefasst wurden. 1993 wurde dem Regionalwahlkreis drei Mandate zugewiesen, wobei die Neuberechnung der Mandatsverteilung im Jahr 2002 (nach den Ergebnissen der Volkszählung 2001) zu einer Erhöhung der Direktmandate auf vier Grundmandate führte.
Seit der Schaffung des Wahlkreises gelang es der ÖVP bei jeder Wahl stimmenstärkste Partei zu werden, wobei sie Nationalratswahlen 2002 mit 47,3 % ihr bisher bestes Ergebnis erreichte. Ihr schlechtestes Ergebnis musste die ÖVP bei der Wahl 2013 hinnehmen, als sie auf 24,6 % abrutschte. Die Sozialdemokratische Partei Österreichs (SPÖ) belegte bei zwei von neun Wahlen den zweiten Platz, wobei ihr bestes Wahlergebnis im Jahr 1995 bei 24,4 % lag. Wie bei der ÖVP rutschte auch die SPÖ 2013 weiter ab und erreichte mit 14,0 % nur noch den vierten Platz der angetretenen Parteien, im Jahr 2019 wurden sie mit 13,5 % gar nur Fünfte. Die Freiheitliche Partei Österreichs (FPÖ) konnte bei den Wahlen 1994 bis 1999 zweitstärkste Partei werden, wobei sie 1999 mit 29,9 % ihr bestes Ergebnis erzielte. Nach einem Absturz auf 10,1 % konnte sich die FPÖ bis 2008 wieder auf den dritten Platz vorkämpfen und belegte 2013 mit 19,9 % den zweiten Platz. Diesen zweiten Platz konnte die Partei auch 2017 halten, verlor ihn aber im Jahr 2019 an die Grünen. Die Grünen – Die Grüne Alternative (GRÜNE) erreichten bei den Wahlen im Regionalwahlkreis drei Mal den vierten Platz, stiegen 2002 zur drittstärksten und 2008 zur zweitstärksten Partei auf, wobei sie mit 17,6 % ihr bisher bestes Ergebnis erreichten. Bei der Wahl 2013 verloren die Grünen 0,3 % und wurden drittstärkste Kraft im Wahlkreis. 2017 stürzten die Grünen auf den vierten Platz ab und wurden bundesweit aus dem Nationalrat gewählt, zwei Jahre später gelang ihnen aber bei der Wahl 2019 der Wiedereinzug und im Wahlkreis Vorarlberg Süd die Rückeroberung des zweiten Platzes in der Wählergunst.

## Wahlergebnisse
| Nationalratswahlen im Regionalwahlkreis Vorarlberg Süd | Nationalratswahlen im Regionalwahlkreis Vorarlberg Süd | Nationalratswahlen im Regionalwahlkreis Vorarlberg Süd | Nationalratswahlen im Regionalwahlkreis Vorarlberg Süd | Nationalratswahlen im Regionalwahlkreis Vorarlberg Süd | Nationalratswahlen im Regionalwahlkreis Vorarlberg Süd | Nationalratswahlen im Regionalwahlkreis Vorarlberg Süd | Nationalratswahlen im Regionalwahlkreis Vorarlberg Süd | Nationalratswahlen im Regionalwahlkreis Vorarlberg Süd | Nationalratswahlen im Regionalwahlkreis Vorarlberg Süd | Nationalratswahlen im Regionalwahlkreis Vorarlberg Süd | Nationalratswahlen im Regionalwahlkreis Vorarlberg Süd |
| Wahltermin                                             | GM                                                     |                                                        | ÖVP                                                    | SPÖ                                                    | FPÖ                                                    | GRÜNE                                                  | BZÖ                                                    | LIF/NEOS                                               | FRANK                                                  | PILZ/JETZT                                             | Sonstige                                               |
| ------------------------------------------------------ | ------------------------------------------------------ | ------------------------------------------------------ | ------------------------------------------------------ | ------------------------------------------------------ | ------------------------------------------------------ | ------------------------------------------------------ | ------------------------------------------------------ | ------------------------------------------------------ | ------------------------------------------------------ | ------------------------------------------------------ | ------------------------------------------------------ |
| 9. Oktober 1994                                        |                                                        | Stimmenanteile (%)                                     | 36,4                                                   | 22,6                                                   | 23,2                                                   | 8,8                                                    | -                                                      | 6,3                                                    | -                                                      | -                                                      | 2,7                                                    |
| 9. Oktober 1994                                        | 3                                                      | Grundmandate                                           | 1                                                      | 0                                                      | 0                                                      | -                                                      | -                                                      | 0                                                      | -                                                      | -                                                      | 0                                                      |
| 17. Dezember 1995                                      |                                                        | Stimmenanteile (%)                                     | 32,8                                                   | 24,4                                                   | 27,0                                                   | 7,4                                                    | -                                                      | 6,9                                                    | -                                                      | -                                                      | 1,5                                                    |
| 17. Dezember 1995                                      | 3                                                      | Grundmandate                                           | 1                                                      | 0                                                      | 0                                                      | 0                                                      | -                                                      | 0                                                      | -                                                      | -                                                      | 0                                                      |
| 3. Oktober 1999                                        |                                                        | Stimmenanteile (%)                                     | 33,8                                                   | 19,9                                                   | 29,9                                                   | 10,1                                                   | -                                                      | 4,6                                                    | -                                                      | -                                                      | 1,7                                                    |
| 3. Oktober 1999                                        | 3                                                      | Grundmandate                                           | 1                                                      | 0                                                      | 0                                                      | 0                                                      | -                                                      | 0                                                      | -                                                      | -                                                      | 0                                                      |
| 24. November 2002                                      |                                                        | Stimmenanteile (%)                                     | 47,3                                                   | 21,6                                                   | 13,0                                                   | 14,6                                                   | -                                                      | 1,6                                                    | -                                                      | -                                                      | 1,9                                                    |
| 24. November 2002                                      | 4                                                      | Grundmandate                                           | 1                                                      | 0                                                      | 0                                                      | 0                                                      | -                                                      | 0                                                      | -                                                      | -                                                      | 0                                                      |
| 1. Oktober 2006                                        |                                                        | Stimmenanteile (%)                                     | 40,1                                                   | 20,1                                                   | 10,1                                                   | 16,4                                                   | 3,5                                                    | -                                                      | -                                                      | -                                                      | 9,8                                                    |
| 1. Oktober 2006                                        | 4                                                      | Grundmandate                                           | 1                                                      | 0                                                      | 0                                                      | 0                                                      | 0                                                      | -                                                      | -                                                      | -                                                      | 0                                                      |
| 28. September 2008                                     |                                                        | Stimmenanteile (%)                                     | 29,4                                                   | 15,2                                                   | 16,2                                                   | 17,6                                                   | 13,0                                                   | 2,5                                                    | -                                                      | -                                                      | 6,1                                                    |
| 28. September 2008                                     | 4                                                      | Grundmandate                                           | 1                                                      | 0                                                      | 0                                                      | 0                                                      | 0                                                      | 0                                                      | -                                                      | -                                                      | 0                                                      |
| 29. September 2013                                     |                                                        | Stimmenanteile (%)                                     | 24,6                                                   | 14,0                                                   | 19,9                                                   | 17,3                                                   | 2,6                                                    | 13,7                                                   | 5,4                                                    | -                                                      | 2,7                                                    |
| 29. September 2013                                     | 4                                                      | Grundmandate                                           | 0                                                      | 0                                                      | 0                                                      | 0                                                      | 0                                                      | 0                                                      | 0                                                      | -                                                      | 0                                                      |
| 15. Oktober 2017                                       |                                                        | Stimmenanteile (%)                                     | 33,2                                                   | 18,6                                                   | 25,1                                                   | 7,3                                                    | -                                                      | 9,3                                                    | -                                                      | 2,9                                                    | 3,5                                                    |
| 15. Oktober 2017                                       | 4                                                      | Grundmandate                                           | 1                                                      | 0                                                      | 0                                                      | 0                                                      | -                                                      | 0                                                      | -                                                      | 0                                                      | 0                                                      |
| 29. September 2019                                     |                                                        | Stimmenanteile (%)                                     | 35,4                                                   | 13,5                                                   | 15,0                                                   | 18,1                                                   | -                                                      | 13,9                                                   | -                                                      | 2,1                                                    | 1,9                                                    |
| 29. September 2019                                     | 4                                                      | Grundmandate                                           | 1                                                      | 0                                                      | 0                                                      | 0                                                      | -                                                      | 0                                                      | -                                                      | 0                                                      | 0                                                      |
| 29. September 2024                                     |                                                        | Stimmenanteile (%)                                     | 28,1                                                   | 13,4                                                   | 28,1                                                   | 11,2                                                   | -                                                      | 12,4                                                   | -                                                      | -                                                      | 6,7                                                    |
| 29. September 2024                                     | 4                                                      | Grundmandate                                           | 1                                                      | 0                                                      | 1                                                      | 0                                                      | -                                                      | 0                                                      | -                                                      | -                                                      | 0                                                      |